# Jens Albinus
Jens Albinus (Bogense, 3 januari 1965) is een Deense acteur en toneelregisseur.

## Loopbaan
Jens Albinus behaalde in 1983 zijn einddiploma aan de Aabenraa Statsskole en studeerde in 1989 af aan de Skuespillerskole van het Aarhus Theater. Daarna bleef hij bij dit theater tot 1994. Vervolgens werkte hij in verschillende theaters in Kopenhagen, waaronder het Deense Staatstheater. Vanaf 1996 speelt hij ook in films - onder meer Idioterne (The Idiots) van Lars von Trier - en tv-series, waaronder de hoofdrol in Ørnen: En krimi-odyssé, internationaal vertoond als The Eagle. 
In 2003 werd hij bekroond met de Robert en de Bodil voor de beste mannelijke hoofdrol in de film At kende sandheden (Facing the Truth).
Sinds 1999 regisseert hij ook zelf toneelstukken. In 2016 werd Albinus artistiek en zakelijk leider van Husets Teater in Kopenhagen. Hij is ook toneelschrijver: zijn stuk Die Umbettung schreef hij voor het Schauspielhaus in Keulen. Hij vertaalde het in het Deens, waarna het onder de titel Ankomst. Afsked in 2017 in première ging in zijn eigen theater, met in de hoofdrollen Benedikte Hansen en Hans Rønne.

## Persoonlijk
Jens Albinus is de zoon van de predikant Erling Albinus en de lerares Inger Albinus. Hij is getrouwd met Marina Bouras, tevens zijn tegenspeelster in Ørnen. Zij hebben drie kinderen.

## Geselecteerde filmografie
Film
- Idioterne / The Idiots (1998) - Stoffer
- Din for altid (1999) - Jeppe
- Bænken (2000) - Kim
- Dancer in the Dark (2000) - Morty
- Gottlieb (2001) - Martin Gottlieb
- At kende sandheden (2002) - Richard Malmros
- Direktøren for det hele (2006) - Kristoffer
- Alting bliver godt igen (2010) - Falk
- Nymphomaniac (2013) - S
- Schwesterlein (2020) - Martin

Televisie
- Ørnen: En krimi-odyssé / The Eagle (2004-2006) - Hallgrim Ørn Hallgrimsson
- Borgen III (2013) - Jon Berthelsen
- Tatort - Niedere Instinkte (2015) - Wolfgang Prickel

- Biblioteca Nacional de España: XX4415619
- Bibliothèque nationale de France: cb140297696 (data)
- Gemeinsame Normdatei: 141089148
- International Standard Name Identifier: 0000 0001 1943 5408
- Library of Congress Control Number: no2001006107
- Nationale Bibliotheek van Israël: 987007455244305171
- Nederlandse Thesaurus van Auteursnamen: 30492847X
- Système universitaire de documentation: 060571578
- Virtual International Authority File: 169085773
- WorldCat: E39PBJdgYfCtHR6p9MfbkWxqwC